# Bunčani
Bunčani is een plaats in Slovenië en maakt deel uit van de gemeente Veržej in de NUTS-3-regio Pomurska. De plaats telde 158 inwoners op 1 januari 2020.